# Istituto tecnico superiore
Un istituto tecnico superiore o istituto tecnologico superiore (in acronimo ITS), identifica un tipo di istituto scolastico o un ente di formazione di livello post-secondario non universitario per alta specializzazione tecnologica.
Tali istituti sono stati creati durante il governo Prodi II secondo quanto previsto dal decreto della presidenza del Consiglio dei ministri (DPCM) del 25 gennaio 2008. Ai sensi dell'accordo con l'allegato a) del predetto DPCM, si tratta di una fondazione di partecipazione che comprende scuole, enti di formazione, imprese, università ed enti locali. Durante il governo Meloni hanno mutato la propria denominazione.

## Generalità
Ad essi possono accedere coloro i quali sono in possesso di un diploma di scuola superiore di secondo grado. Rappresenta in definitiva un livello di formazione terziaria con scopo professionalizzante. Forma figure denominate "tecnici superiori" che sono specializzati in determinate aree tecnologiche. 
Gli ITS rappresentano la prima esperienza in Italia di un'offerta formativa post-secondaria non universitaria professionalizzante simile ad alcune realtà europee, quali le Fachhochschule (trad. "scuola tecnica superiore") tedesche o il Brevet Technicien Supérieur (trad. "licenza di tecnico superiore") francese, accomunate dalla caratteristica di:
- cercare di favorire l'inserimento diretto nel mondo del lavoro;
- rispondere alla richiesta delle aziende di personale con formazione terziaria non universitaria, dotato di esperienza pratica;
- essere il naturale proseguimento di un precedente percorso formativo svolto in alternanza scuola-lavoro;
- permettere anche la formazione continua di adulti.

## Requisiti di accesso e offerta formativa
Per accedere a questo tipo di percorsi formativi i candidati hanno bisogno di essere in possesso di diploma di istruzione secondaria superiore oppure di un diploma quadriennale di istruzione e formazione professionale integrato da un corso annuale di istruzione e formazione tecnica superiore (IFTS)., oltre che una buona conoscenza dell’informatica e della lingua inglese e previo superamento di una selezione.
Tali corsi hanno una durata di almeno quattro semestri, circa 1 800/2 000 ore, ma si possono istituire percorsi di sei semestri in convenzione con le università. L’offerta formativa degli ITS cerca di rispondere alla domanda delle imprese di figure con competenze tecnico-pratiche direttamente spendibili e prevede:
- attività di laboratorio;
- tirocini (anche all'estero) obbligatori per almeno il 30% del numero di ore complessivo;
- e che almeno il 50% del corpo docente provenga dal mondo del lavoro e delle professioni;

Il titolo ha valenza europea poiché è associato ad un EUROPASS diploma supplement. A chi ha frequentato almeno 80% del corso e superato la verifica finale l'ente dell'ITS rilascia un "diploma tecnico superiore", che si colloca al quinto livello del quadro europeo delle qualifiche (QEQ).
Secondo l’art. 7 del DPCM del 25 gennaio 2008, sono previste sei aree tecnologiche:
1. mobilità sostenibile,
2. nuove tecnologie per la vita,
3. nuove tecnologie per il Made in Italy,
4. tecnologie innovative per i beni e le attività culturali-turismo,
5. tecnologie dell'informazione e della comunicazione,
6. efficienza energetica.

I corsi consentono, a chi volesse in seguito proseguire con gli studi universitari, l’acquisizione di crediti universitari ai fini del conseguimento di una laurea.

## Monitoraggio
Il Miur ha incaricato l'Istituto Nazionale di Documentazione, Innovazione e Ricerca Educativa (INDIRE) di gestire la banca dati degli ITS, svolgendo un ruolo di controllo e valutazione dei corsi ed elaborando rapporti di monitoraggio, con lo scopo di definire e migliorare l'offerta formativa. Dalle ricerche svolte da INDIRE è risultato che:
- al 2016 sono state costituite 86 fondazioni e sono stati attivati 509 percorsi;
- sono stati iscritti ai corsi conclusisi 5 702 studenti, e che nel 2016 erano 5 770;
- in definitiva, hanno conseguito il titolo 4 166 studenti;
- hanno fatto parte delle fondazioni 1 662 soggetti di varia natura, dalle imprese agli enti di ricerca scientifica, passando per gli istituti secondari di secondo grado.

## Crediti universitari
Il completamento di un corso organizzato da un ITS avrebbe dovuto consentire l’acquisizione e il riconoscimento di crediti formativi universitari, come previsto dal comma 51 della legge 107/2015, secondo specifici criteri stabiliti in un decreto del MIUR entro novanta giorni dall'entrata in vigore della legge.
Originariamente, la legge 107/2015 prevedeva un minimo di 100 crediti per i percorsi dalla durata di quattro semestri e 150 per quelli di sei semestri. Questo valore è stato poi ridotto a un minimo di 40 per i percorsi biennali e 62 per i percorsi triennali.